# Даррен Байфілд
Даррен Ашертон Байфілд (англ. Darren Asherton Byfield, нар. 29 вересня 1976, Суттон-Кольдфієльд) — ямайський та англійський футболіст, грав на позиції нападника. По завершенні ігрової кар'єри — тренер. У 2003 році зіграв 6 матчів за національну збірну Ямайки. Протягом футбольної кар'єри в національних змаганнях 110-ма голами в 484-ох матчах. Швидко став відомий завдяки одруженню на популярній співачці Джамелії, яка народила футболісту дитину.
Футбольну кар'єру розпочав 1997 року в «Астон Віллі», виступав в орендах за «Престон Норт-Енд», «Нортгемптон Таун», «Кембридж Юнайтед» та «Блекпул», а в червні 2000 року перейшов на постійній основі до «Волсоллу». У фіналі плей-оф Другої ліги 2001 відзначився переможним для своєї команди голом, а в березні 2002 року за 50 000 євро перейшов у «Ротергем Юнайтед». У лютому 2004 року проданий «Сандерленду», а п'ять місяців по тому перейшов у «Джиллінгем». У червні 2006 року перебрався в «Міллволл», а в серпні 2007 року — до «Бристоль Сіті». У липні 2008 року перейшов у «Донкастер Роверз», але вже незабаром відправився в оренду до «Олдем Атлетик», з яким у серпні 2009 року підписав повноцінний контракт. Проте після цього зіграв декілька матчів й вже незабаром повернувся у «Волсолл». По ходу сезону 2010/11 років отримав траму, через що в червні 2011 року змушений був залишити Футбольну лігу. У березні 2012 року перейшов до нижчолігового клубу «Соліхалл Мурс», а шість місяців по тому — до «Телфорд Юнайтед». У січні 2013 року приєднався до «Тамворта».

## Клубна кар'єра
Вихованець молодіжної академії «Астон Вілли». У складі першої команди клубу дебютував у Прем'єр-лізі 28 грудня 1997 року в нічийному (1:1) поєдинку проти «Лідс Юнайтед» на Елленд-Роуд. Враховуючи дебют під керівництвом Браяна Літтла, який повинен був покинути команду, новий наставник «Вілли» Джон Грегорі особливо не розраховував на Даррена. Тим не менше молодий нападник зіграв 6 матчів у сезоні 1997/98 років.
15 серпня 1998 року дебютував у Кубку УЄФА в переможному (3:2) поєдинку проти норвезького «Стремсгодсета» на Вілла Парк. У листопаді 1998 року Даррена орендував «Престон Норт-Енд», а вже 7-го листопада на нападник відзначився дебютним голом за команду з Діпдейла, в переможному (4:1) поєдинку проти «Бернлі». Після цього відіграв ще 4 матчі у Другому дивізіоні за «лілово-білих» Девіда Моєса, а в другій половині сезону 1998/99 років на футбольне поле не виходив.
У серпні 1999 року відправився в 6-тижневу оренду до «Нортгемптон Таун», за який відзначився 2-ма голами в 7-ми поєдинках. Після відходу Єна Ектінса, Кевін Вілсон вивів команду з «Сіксфілда» до Третього дивізіону. А тим часом Байфілд після відзоду з «Нортгемптона» відправився в оренду до «Кембридж Юнайтед», де зіграв 4 матчі на Аббей Стедіум під керівництвом Роя Макфарланда. У березні 2000 року (втретє протягом сезону 1999/00 років) відправився в оренду, цього разу до «Блекпула». Під час нетривалого період перебування на Блумфілд-Роуд зіграв 3 матчі у Другому дивізіоні під керівництвом Стіва Макмагона.
У червні 2000 року на запрошення Рея Грейдона підписав повноцінний контракт з представником Другого дивізіону «Волсолл». У сезоні 2000/01 років відзначився 11-ма голами в 51-му матчі, в тому числі й забив м'яч на 109-ій хвилині переможного (3:2) фінального поєдинку плей-оф за право підвищитися в класі проти «Редінга». У сезоні 2000/01 років Першого дивізіону відзначився 4-ма голами в 37-ми матчах, але незабаром після приходу на тренерський місток Коліна Лі залишив команду з «Бескот Стедіум».
У березні 2002 року приєднався до «Ротергем Юнайтед» за відступні в розмірі 50 000 євро. У клубі з Мілмура багатообіцяюче розпочав кар'єру, відзначився двома голами в трьох заключних матчах чемпіонату в сезоні 2001/02 років. Наступного сезону відзначився 13-ма голами в 38-ми матчах, після чого в інтерв'ю ЗМІ сказав наступне: «Навіть якщо менеджер (Ронні Мур) приведе Руда ван Ністелроя та Алана Ширера, це мене не турбуватиме, я дуже впевнений у власних силах». До його доробку увійшли чотири голи проти Міллуола 10 серпня в «приголомшливому показі» у першому матчі сезону, коли «Міллери» обіграли «Ден» з рахунком 6:0, за що вболівальники господарів нагородили Байфілда званням «Гравця матчу». У сезоні 2003/04 років відзначився 8-ма голами за «Ротергем» у 33-х матчах чемпіонату.
Спочатку «Юнайтед» відхилив пропозицію по Даррену від «Дербі Каунті», але в лютому 2004 року перебрався у «Сандерленд», після того як клуби узгодили перехід Майкла Проктора. У другій половині сезону 2003/04 років Байфілд відзначився 5-ма голами у 17 матчах за «Чорні котів» Міка Маккарті, перш ніж залишити Стедіум оф Лайт в кінці вище вказаного сезону.
У липні 2004 року Байфілд підписав 2-річний контракт з представником Чемпіоншипу «Джиллінгем», при цьому гравець відмовив своїм колишнім клубом «Престону» та «Волсоллу». Незважаючи на велечизней об'єм роботи, виконаний на футбольному полі, у сезоні 2004/05 років відзначився лише 6-ма голми в 39-ти матчах. Клуб вилетів у Першу лігу, при цьому відбувалася часта зміна головних тренерів: Енді Гессенгалер поступився своїм місцем Стану Терненту, якого, у свою чергу, замінили Ніл Купер, а потім Ронні Джепсон. Байфілд сказав пресі, що його товариші по команді повинні взяти на себе провину за від'їзд Ніла Купера в листопаді 2005 року і повинні «соромитися» своїх виступів. У сезоні 2005/06 років Даррен став найкращим бомбардиром клубу, при цьому нападнику не завадила двомісячна перерва, пов'язана з реабілітацією від травми коліна.
У червні 2006 року перейшов до «Міллволл», незважаючи на всі зусилля менеджера Ронні Джепсона утримати його на Прістфілді. Згодом Даррен стверджував, що не отримав пропозицію по новому контракту від «Джилс» через заперечення презмдента команди Пола Скаллі. До цього Скаллі звинуватив менеджера «Саутенд Юнайтед» Стіва Тілсона у незаконних переговорах з Байфілдом. Відзначившись хет-триком на початку місяця, був номінований на звання найкращого гравця січня Першої ліги, але поступився гравцеві «Бристоль Сіті» Еноху Совунмі. Незважаючи на пропущену кінцівку чемпіонату через травму щиколотки, відзначився 16-ма голами в 31-му поєдинку Першої ліги 2006/07 та став найкращим бомбардиром команди того сезону. Однак він, здавалося, прагнув залишити Ден, і не з'являвся в передсезонних товариських матчах чи фотознімках команди. Хоча перед цим президент «Левів» Віллі Донахі відхилив пропозицію президента «Брайтон енд Гоув Альбіон» Діка Найта про перехід нападника за 165 000 фунтів.
У серпні 2007 року за невідому плату (близько 250 000 фунтів) перейшов у «Бристоль Сіті». Клуб з Ештон Гейт перевершив усі очікування у сезоні 2007/08 років, а вісім голів бомбардира Байфілда допомогли команді забезпечити собі місце в плей-оф Чемпіоншипу. Однак фінал плей-оф для «городян» завершився поразкою від «Галл Сіті» на Вемблі; Даррен вийшов в кінцівці матчу, замінивши Ніка Карлі. У травні 2008 року «Робінс» надали гравцеві статус вільного агента, намагаючись забезпечити собі місце в стартовій одинадцятій Гері Джонсона після того, як довів, що є кимось на кшталт «супер-суб» (гравця, який дуже підсилює гру після виходу з лави запасних).
У липні 2008 року уклав 2-річний договір з «Донкастер Роверз». 14 листопада відправився в 1-місячну оренду до «Олдем Атлетик», яку згодом продовжили до січня 2009 року. Дебютував за «Латікс» в переможному (1:0) поєдинку проти «Нортгемптон Таун». Менеджер Джон Шерідан описав гру Байфілда як «відмінну» та заявив, що «він завдав їм багато проблем зі своєю швидкістю та прийомом». Єдиним голом у 8-ми матчах Даррен відзначився на День подарунків у воротах «Кру Александра»; відзначився першим голом у переможному (3:0) поєдинку на «Гресті Роуд». Повернувся на Кіпмоут Стедіум наприкінці сезону 2008/09 років, але після цього не зіграв жодного матчу через операцію з усунення грижі. 7 травня менеджер Шон О'Дрісколл надав нападнику статус вільного агента, оскліки Даррен не зміг відзначитися жодним голом у 16-ти поєдинках за «Донкастер».
6 серпня 2009 року підписав короткостроковий контракт з «Олдем Атлетик». Однак у чотирьох зіграних матчах забитими м'ячами відзначитися не зміг і вже 25 серпня залишив «Бундері Парк». Три дні по тому повернувся до «Волсолла», на запрошення головного тренера Кріса Гатчингса. Підписав контракт до січня 2010 року, але з можливістю його продовження до завершення сезону 2009/10 років. У команді створив ефективну зв'язку з Троєм Дінеєм, й отримав похвалу від тренера Міка Кернса. Його призначили капітаном команди, але пропустив більшу частину сезону 2010/11 років через травму коліна, зрештою в травні 2011 року новий головний тренер Дін Сміт надав нападнику статус вільного агента.
У березні 2012 року підписав контракт з «Соліхалл Мурс». До завершення сезону 2011/12 років зіграв 2 поєдинки в Північній Конференції. У серпні 2012 року відправився на перегляд до «Порт Вейл» з Другої ліги, і «довів, що він все ще може щось запропонувати змістовним виступом» під час передсезонного товариського матчу з «Нантвіч Таун». «Валіанти» не змогли запропонувати йому контракт через фінансові проблеми, натомість у вересні Байфілд підписав шестимісячну угоду з представником Національної Конференції «Телфорд Юнайтед», після того, як головному тренеру Енді Сінтону знадобилося розширити лаву запасних для подальшої боротьби з великою кількістю травмованих гравців. У січні 2013 році на безстроковий термін перебрався до іншого клубу з Національної Конференції «Тамворт». Відзначився двома голами в 18 поєдинках за «Ягнят» Дейла Белфорда в сезоні 2012/13 років та двома голами в 14 матчах у сезоні 2013/14 років, перш ніж залишити «Телфорд» у травні 2014 року через виліт клубу з Прем'єр-Конференції.

## Виступи за збірну
Народившись в англійському Бірмінгемі, але мав ямайське коріння. Завдяки цьому 2003 року дебютував у складі національної збірної Ямайки, за яку провів 6 матчів. У складі збірної був учасником розіграшу Золотого кубка КОНКАКАФ 2003 року у США і Мексиці. У чвертьфіналі «реггі бойз» з рахунком 0:5 поступилися Мексиці та вилетіли з турніру.

## Кар'єра тренера
У травні 2016 року Байфілд розпочав кар'єру функціонера, зайняв посаду головного тренера клубу «Реддітч Юнайтед» з Південної футбольної ліги. Також був заявлений і як гравець, у сезоні 2016/17 років зіграв у чемпіонаті 6 матчів
У травні 2018 року очолив «Стартфорд Таун»/ У вересні того ж року залишив клуб, а в жовтні — призначений головним тренером «Волсолл Вуд». У травні 2019 року залишив «лісовиків» й очолив «Альвечерч». У січні 2020 року знову став головним тренером «Волсолл Вуд».

## Особисте життя
У червні 2008 року одружився з поп-співачкою Джамелією, але вже в листопаді 2009 року пара подала на розлучення. Разом з Джамелією виховує доньку, Тіані, яка народилася 21 жовтня 2005 року. Під час їх стосунків також був вітчимом Теї, яка народилася в 2001 році. На відміну від стереотипу ВАГ, Джамелія насправді була набагато відомішою знаменитістю, ніж Байфілд. Це призвело до збентеження Байфілда, коли Джамелія зайнялася публічною суперечкою з Алекс Курран, дружиною Стівена Джеррарда; Курран на сторінках журналу ОК! сказала, який «[Джамелія буде] рада дізнатися, що я не знаю імені її хлопця, але Стівен вважає, що він гірший за нелігового футболіста».

## Статистика виступів

### Клубна
Станом на 17 червня 2013
| Сезон             | Клуб                        | Дивізіон              | Ліга  | Ліга | Кубок Англії | Кубок Англії | Кубок ліги | Кубок ліги | Інші  | Інші | Загалом | Загалом |
| Сезон             | Клуб                        | Дивізіон              | Матчі | Голи | Матчі        | Голи         | Матчі      | Голи       | Матчі | Голи | Матчі   | Голи    |
| ----------------- | --------------------------- | --------------------- | ----- | ---- | ------------ | ------------ | ---------- | ---------- | ----- | ---- | ------- | ------- |
| 1997–98           | «Астон Вілла»               | Прем'єр-ліга Англії   | 7     | 0    | 1            | 0            | 1          | 0          | 0     | 0    | 8       | 0       |
| 1998–99           | «Астон Вілла»               | Прем'єр-ліга Англії   | 0     | 0    | 0            | 0            | 0          | 0          | 1     | 0    | 2       | 0       |
| 1998–99           | «Престон Норт-Енд» (оренда) | Другий дивізіон       | 5     | 1    | 0            | 0            | 0          | 0          | 1     | 0    | 6       | 1       |
| 1999–2000         | «Астон Вілла»               | Прем'єр-ліга Англії   | 0     | 0    | 0            | 0            | 0          | 0          | 0     | 0    | 0       | 0       |
| 1999–2000         | «Нортгемптон Таун» (оренда) | Третій дивізіон       | 6     | 1    | 0            | 0            | 1          | 1          | 0     | 0    | 7       | 2       |
| 1999–2000         | «Кембридж Юнайтед» (оренда) | Другий дивізіон       | 4     | 0    | 0            | 0            | 0          | 0          | 0     | 0    | 4       | 0       |
| 1999–2000         | «Блекпул» (оренда)          | Другий дивізіон       | 3     | 0    | 0            | 0            | 0          | 0          | 0     | 0    | 3       | 0       |
| Загалом           | Загалом                     | Загалом               | 7     | 0    | 1            | 0            | 0          | 0          | 2     | 0    | 10      | 0       |
| 2000–01           | «Волсолл»                   | Другий дивізіон       | 40    | 9    | 3            | 0            | 4          | 1          | 4     | 1    | 51      | 11      |
| 2001–02           | «Волсолл»                   | Перший дивізіон       | 37    | 4    | 3            | 1            | 1          | 1          | 0     | 0    | 41      | 6       |
| Загалом           | Загалом                     | Загалом               | 77    | 13   | 6            | 1            | 5          | 2          | 4     | 1    | 92      | 17      |
| 2001–02           | «Ротергем Юнайтед» (оренда) | Перший дивізіон       | 3     | 2    | 0            | 0            | 0          | 0          | 0     | 0    | 3       | 2       |
| 2002–03           | «Ротергем Юнайтед»          | Перший дивізіон       | 37    | 13   | 0            | 0            | 1          | 0          | 0     | 0    | 38      | 13      |
| 2003–04           | «Ротергем Юнайтед»          | Перший дивізіон       | 28    | 7    | 2            | 0            | 3          | 1          | 0     | 0    | 33      | 8       |
| Загалом           | Загалом                     | Загалом               | 68    | 22   | 2            | 0            | 4          | 1          | 0     | 0    | 74      | 23      |
| 2003–04           | «Сандерленд»                | Перший дивізіон       | 17    | 5    | 0            | 0            | 0          | 0          | 0     | 0    | 17      | 5       |
| Загалом           | Загалом                     | Загалом               | 17    | 5    | 0            | 0            | 0          | 0          | 0     | 0    | 17      | 5       |
| 2004–05           | «Джиллінгем»                | Чемпіоншип            | 38    | 6    | 1            | 0            | 0          | 0          | 0     | 0    | 39      | 6       |
| 2005–06           | «Джиллінгем»                | Перша ліга            | 29    | 13   | 0            | 0            | 2          | 1          | 1     | 0    | 32      | 14      |
| Загалом           | Загалом                     | Загалом               | 67    | 19   | 1            | 0            | 2          | 1          | 1     | 0    | 71      | 20      |
| 2006–07           | «Міллволл»                  | Перша ліга            | 31    | 16   | 4            | 0            | 0          | 0          | 1     | 0    | 36      | 16      |
| Загалом           | Загалом                     | Загалом               | 31    | 16   | 4            | 0            | 0          | 0          | 1     | 0    | 36      | 16      |
| 2007–08           | «Бристоль Сіті»             | Чемпіоншип            | 33    | 8    | 1            | 0            | 0          | 0          | 1     | 0    | 35      | 8       |
| Загалом           | Загалом                     | Загалом               | 33    | 8    | 1            | 0            | 0          | 0          | 1     | 0    | 35      | 8       |
| 2008–09           | «Донкастер Роверз»          | Чемпіоншип            | 15    | 0    | 1            | 0            | 0          | 0          | 0     | 0    | 16      | 0       |
| Загалом           | Загалом                     | Загалом               | 15    | 0    | 1            | 0            | 0          | 0          | 0     | 0    | 16      | 0       |
| 2008–09           | «Олдем Атлетик»             | Перша ліга            | 8     | 1    | 0            | 0            | 0          | 0          | 0     | 0    | 8       | 1       |
| 2009–10           | «Олдем Атлетик»             | Перша ліга            | 3     | 0    | 0            | 0            | 0          | 0          | 1     | 0    | 4       | 0       |
| Загалом           | Загалом                     | Загалом               | 11    | 1    | 0            | 0            | 0          | 0          | 1     | 0    | 12      | 1       |
| 2009–10           | «Волсолл» (оренда)          | Перша ліга            | 36    | 10   | 2            | 0            | 1          | 0          | 1     | 0    | 40      | 10      |
| 2010–11           | «Волсолл»                   | Перша ліга            | 19    | 2    | 0            | 0            | 1          | 0          | 0     | 0    | 20      | 2       |
| Загалом           | Загалом                     | Загалом               | 55    | 12   | 2            | 0            | 2          | 0          | 1     | 0    | 60      | 12      |
| 2011–12           | «Соліхалл Мурс»             | Північна Конференція  | 2     | 0    | 0            | 0            | 0          | 0          | 0     | 0    | 2       | 0       |
| Загалом           | Загалом                     | Загалом               | 2     | 0    | 0            | 0            | 0          | 0          | 0     | 0    | 2       | 0       |
| 2012–13           | «Телфорд Юнайтед»           | Національний Дивізіон | 7     | 1    | 0            | 0            | 0          | 0          | 0     | 0    | 7       | 1       |
| Загалом           | Загалом                     | Загалом               | 7     | 1    | 0            | 0            | 0          | 0          | 0     | 0    | 7       | 1       |
| 2012–13           | «Тамворт»                   | Коференс-Прем'єр      | 18    | 2    | 0            | 0            | 0          | 0          | 0     | 0    | 18      | 2       |
| 2013–14           | «Тамворт»                   | Коференс-Прем'єр      | 13    | 2    | 1            | 0            | 0          | 0          | 0     | 0    | 14      | 2       |
| Загалом           | Загалом                     | Загалом               | 31    | 4    | 0            | 0            | 0          | 0          | 0     | 0    | 32      | 4       |
| Усього за кар'єру | Усього за кар'єру           | Усього за кар'єру     | 439   | 103  | 18           | 1            | 14         | 5          | 11    | 1    | 484     | 110     |

## Досягнення
«Нортгемптон Таун»
- Третій дивізіон Футбольної ліги
  -  Бронзовий призер (1): 1999/00 (підвищення в класі)

«Волсолл»
- Плей-оф Другого дивізіону Футбольної ліги
  -  Чемпіон (1): 2001